# Быстрое питание

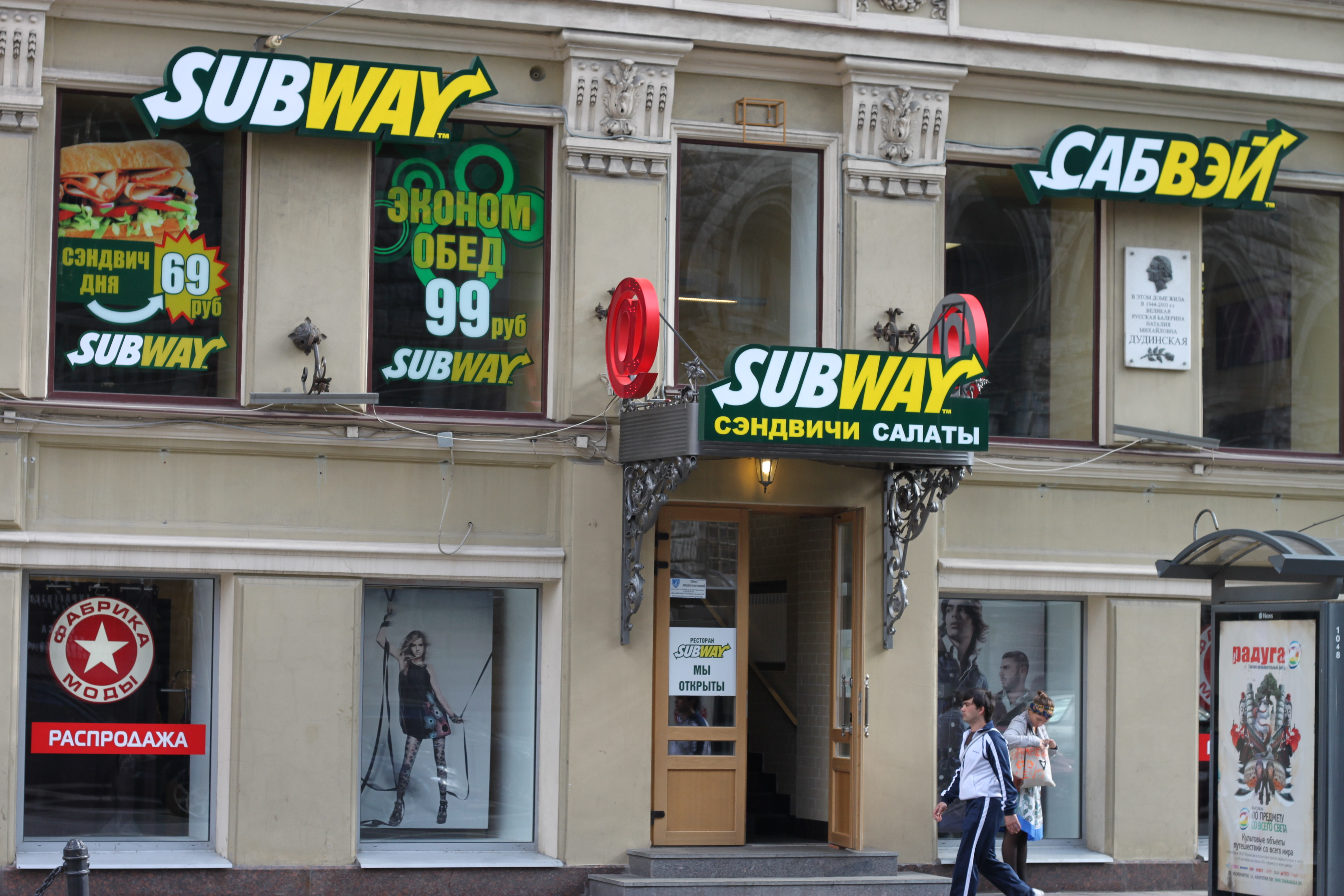
Ресторан быстрого обслуживания «Subway» в Санкт-Петербурге

Бы́строе пита́ние, блю́до бы́строго пита́ния, пищево́й проду́кт бы́строго приготовления, фастфу́д (англ. fast «быстрый» и food «пища») — питание с уменьшенным временем приготовления и употребления пищи с упрощёнными или упразднёнными столовыми приборами или вне стола. Для общественного быстрого питания предназначены рестораны быстрого питания, иногда так же, как и само питание, называемые фастфудами.

## История быстрого питания

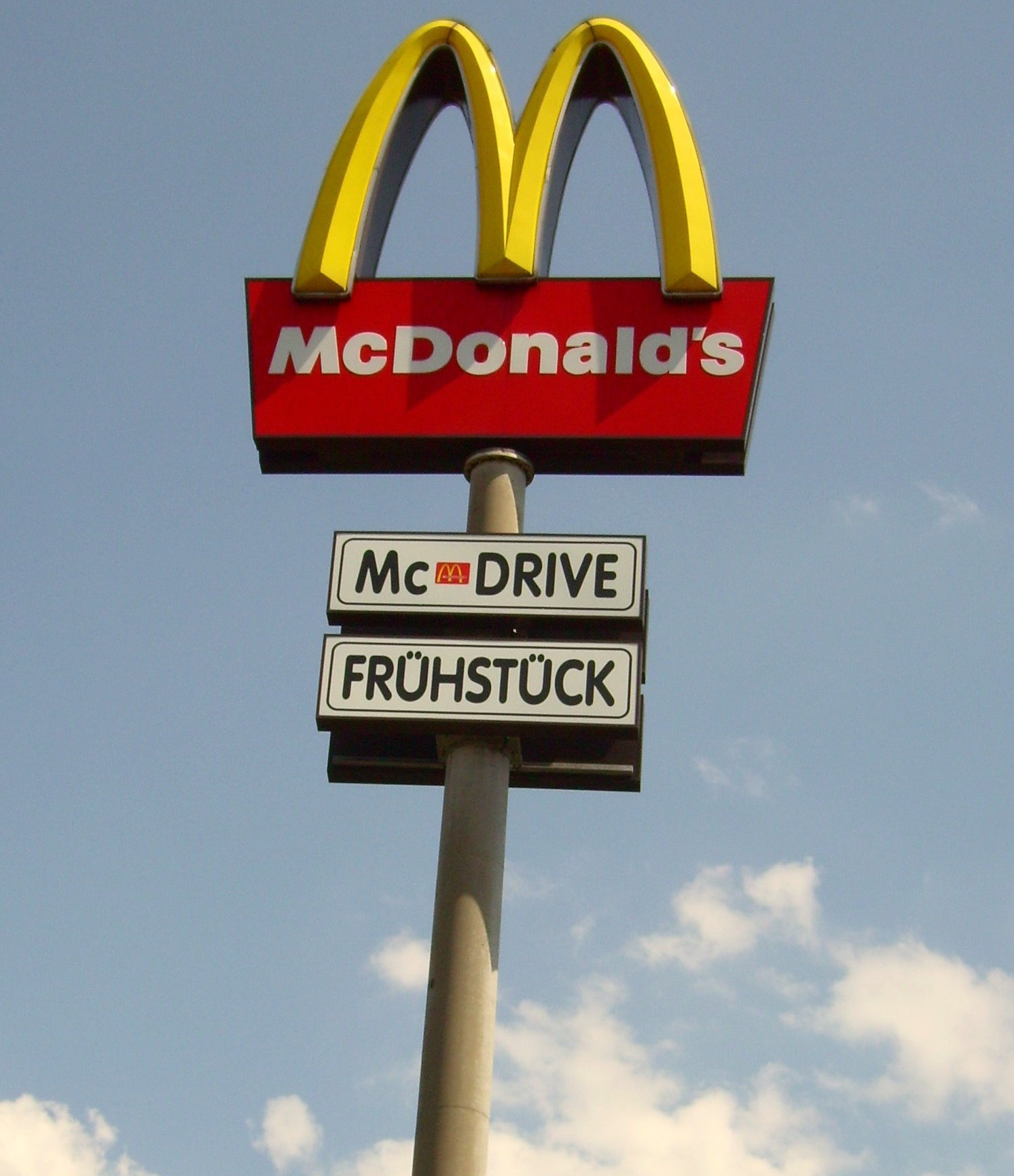
«Макдоналдс» раньше являлся самой крупной в мире сетью фастфуда

Блюда быстрого приготовления существуют в национальной кухне различных стран мира (например, итальянская пицца).
В 1921 году в Канзасе открылась компания «White Castle», фирменным блюдом которой были диковинные в то время гамбургеры. Устойчивая цена (5 центов вплоть до 1946 года) и необычность привлекали покупателей, а сомнения в безопасности продукта были развеяны в результате хитрого хода владельца компании Билли Инграма (когда специально нанятые люди в белых халатах создавали впечатление, что даже врачи покупают гамбургеры). В конце 1940-х годов у компании «White Castle» начали появляться конкуренты, из которых самым серьёзным стал «Макдоналдс» (McDonald’s).
Гонконгские чхачханьтхэны — азиатская разновидность ресторанов быстрого обслуживания, возникшая в 1950-х годах. В этих заведениях подают блюда, сочетающие в себе китайские и европейские черты — в частности, смесь чая с кофе и сгущённым молоком, суп с лапшой быстрого приготовления и ветчиной, а также разнообразные варианты сэндвичей.
Развитие сети «Макдоналдс» также показывает распространение фастфуда: в 1956 году в США было 14 ресторанов «McDonald’s», в 1960 году — 228, в 1968 году — 1000, в 1975 году — 3076, в 1980 году — 6263, в 1984 году — 8300, в 1990 году — 11 800. Сейчас у этой корпорации больше 30 тысяч заведений в 119 странах мира.
В настоящее время крупнейшая в мире сеть ресторанов быстрого обслуживания — это «Subway».

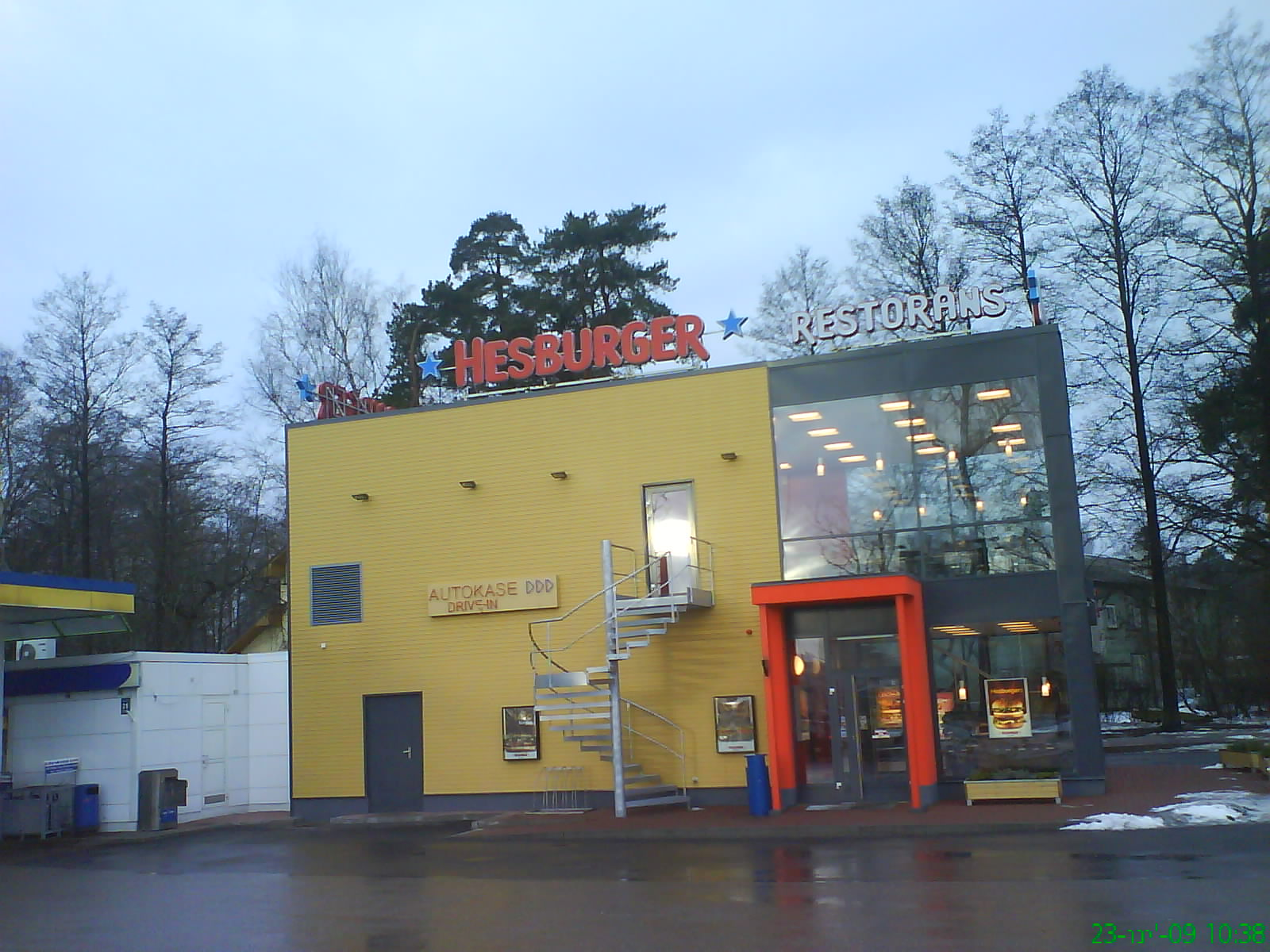
Ресторан быстрого питания «Hesburger» в Юрмале, Латвия
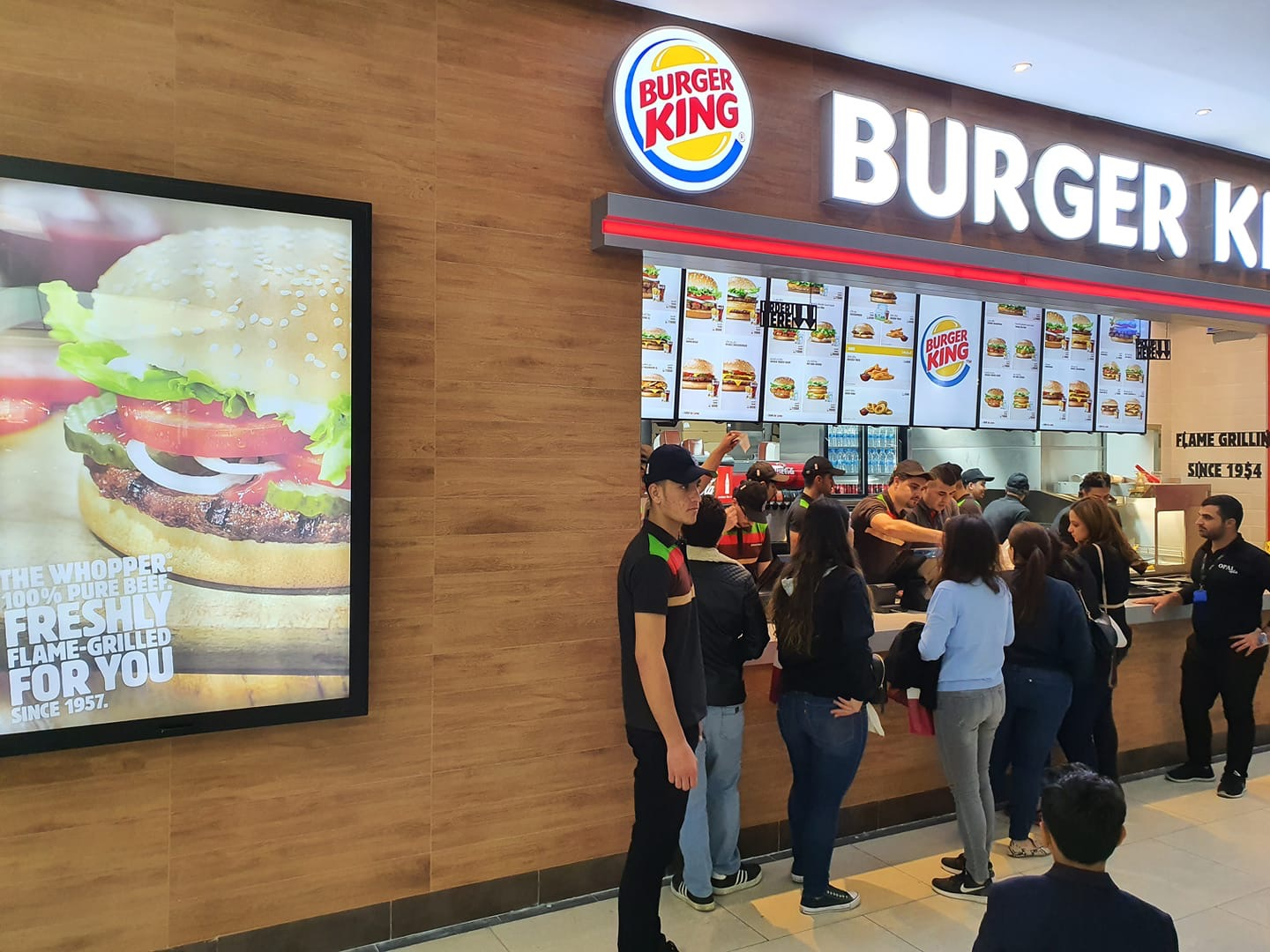
Ресторан быстрого питания «Burger King» в Курдистане
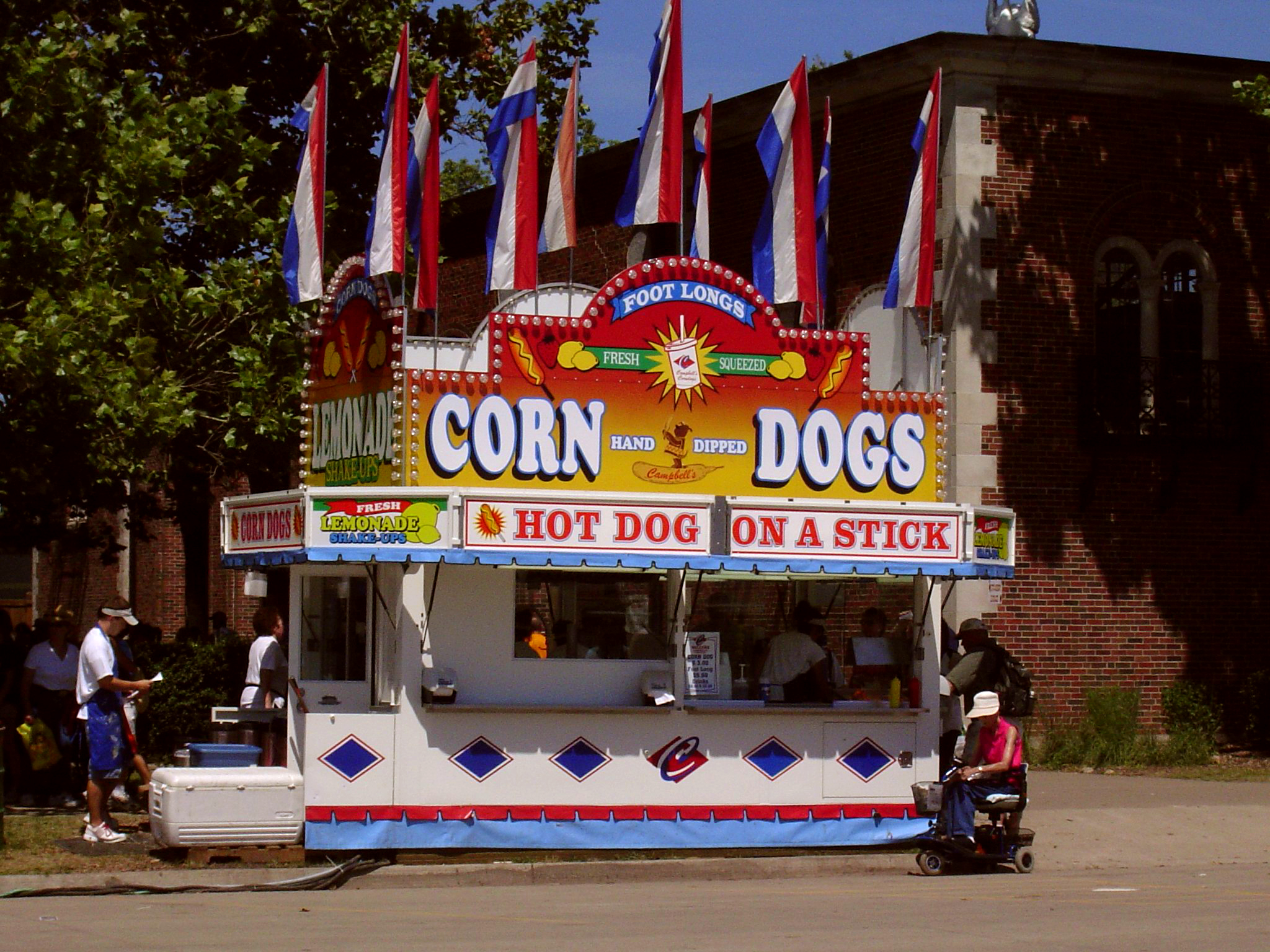
Ларёк хот-догов в США
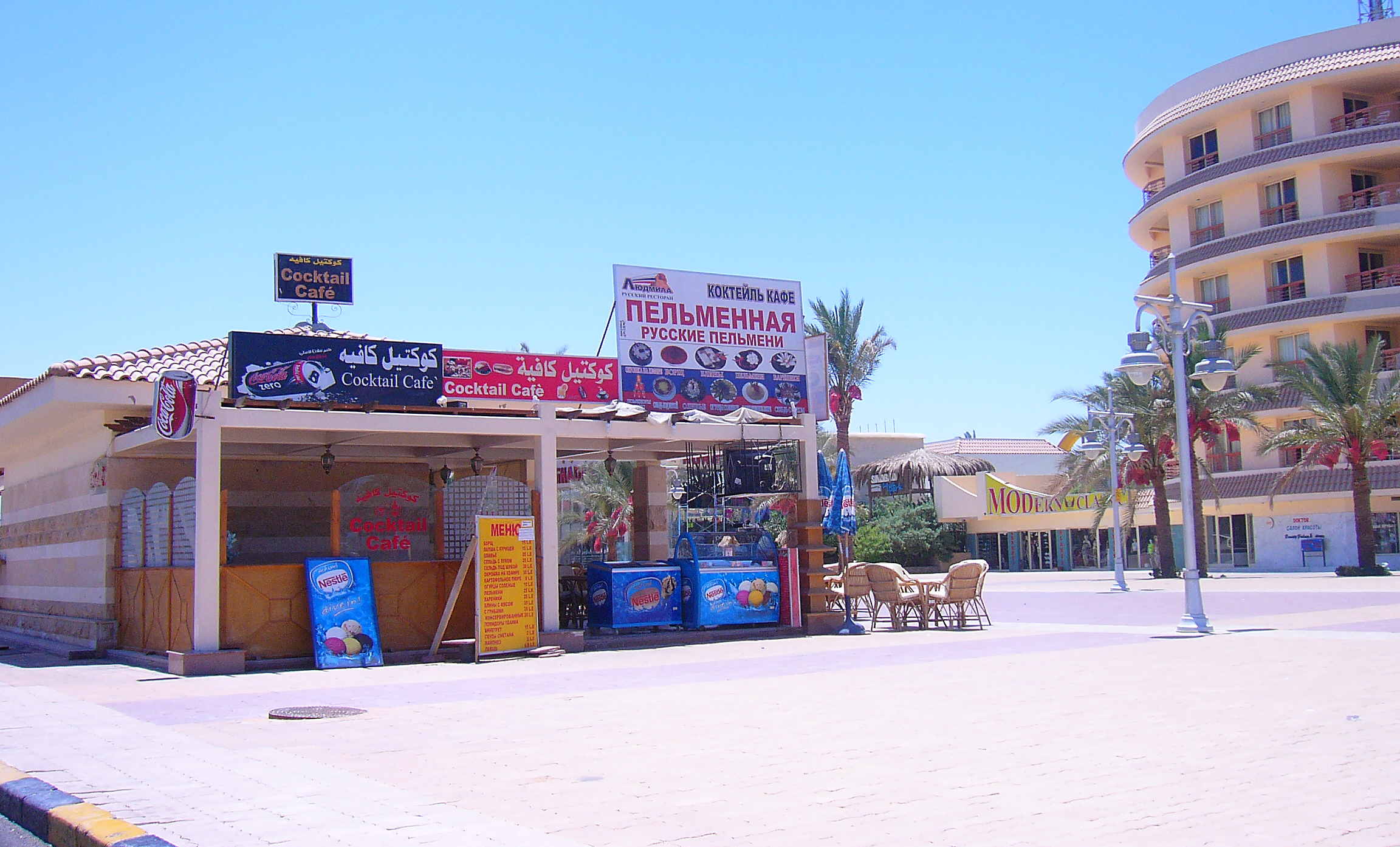
Русская пельменная в центре Хургады

## Блюда быстрого приготовления

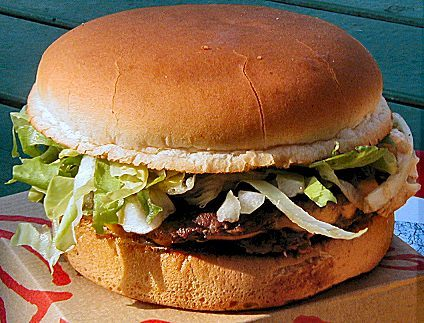
Гамбургер
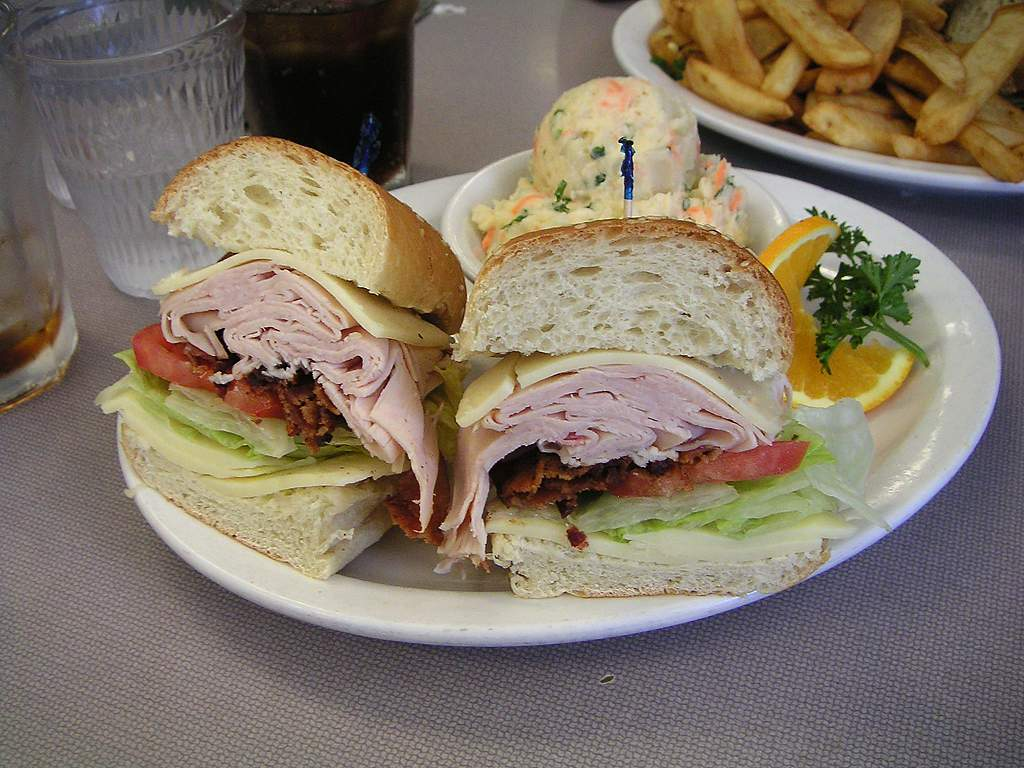
Сэндвич
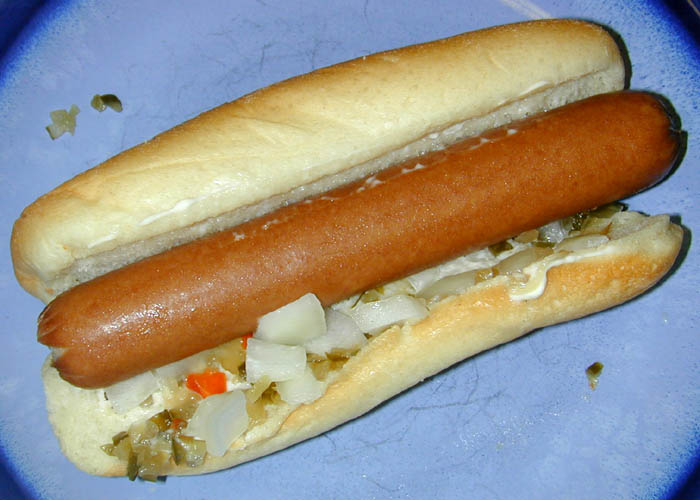
Хот-дог
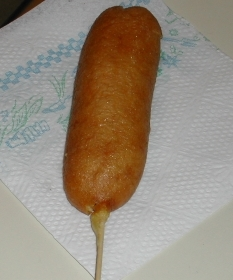
Корн-дог
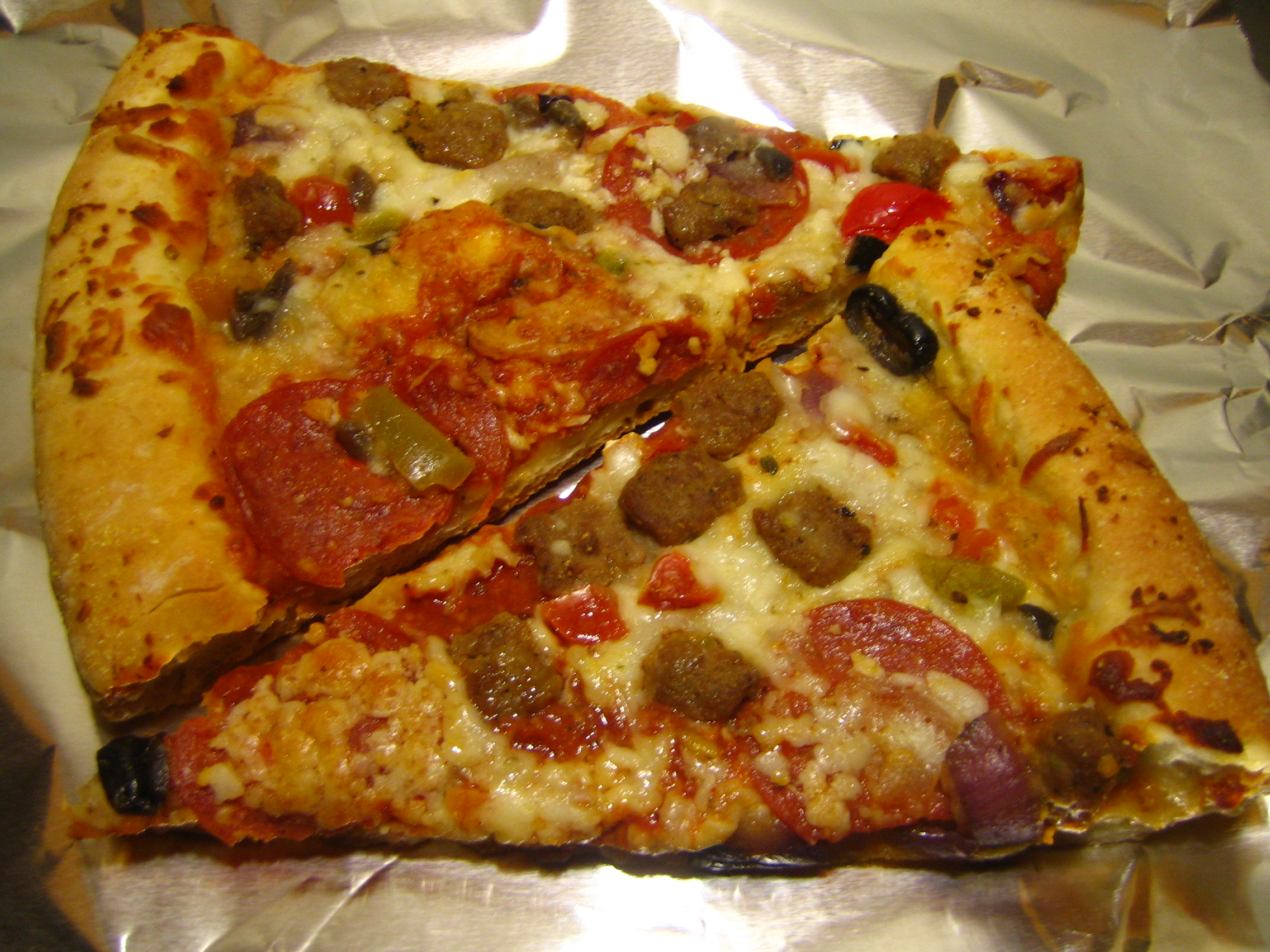
Пицца
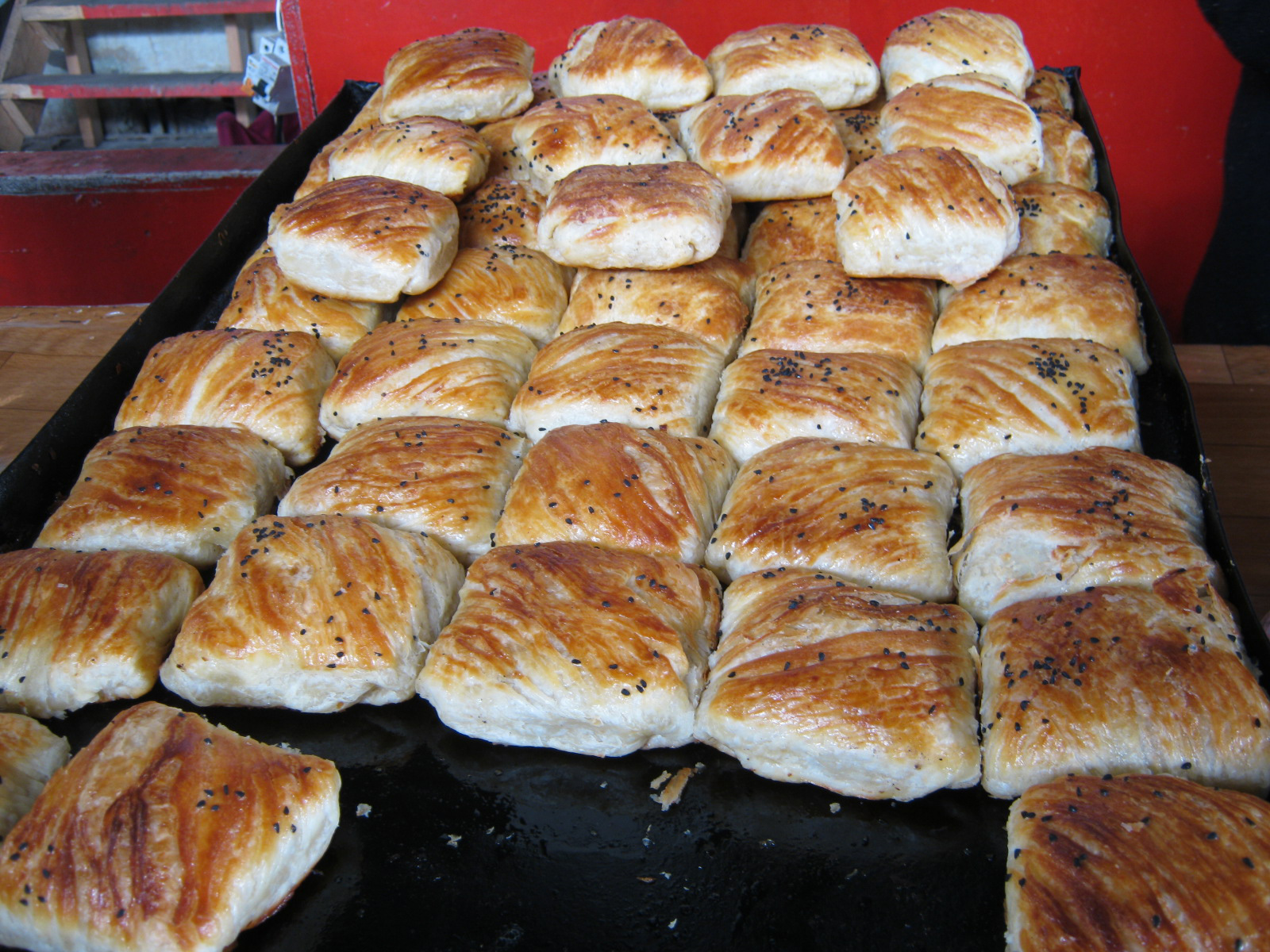
Самса
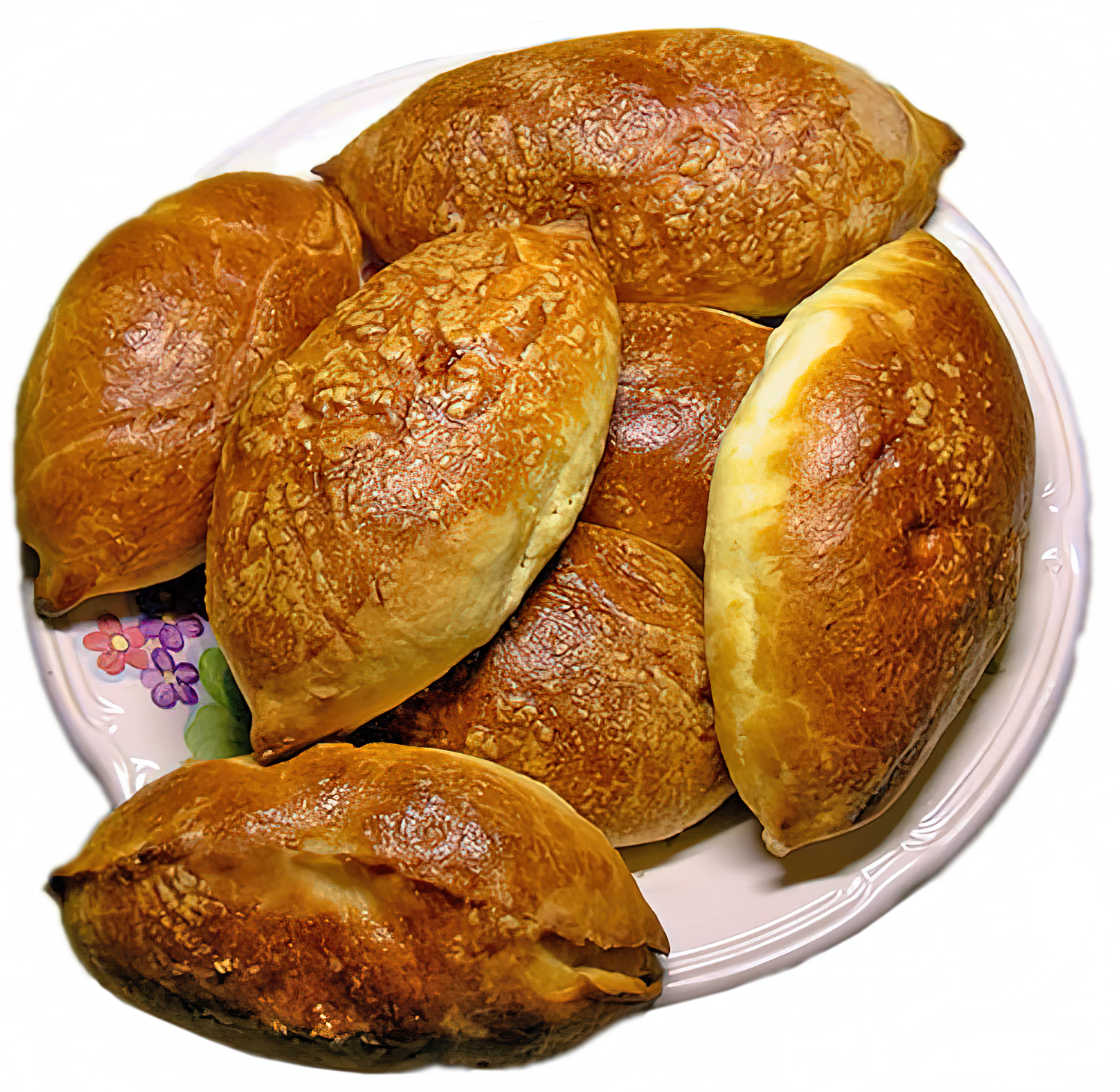
Пирожок
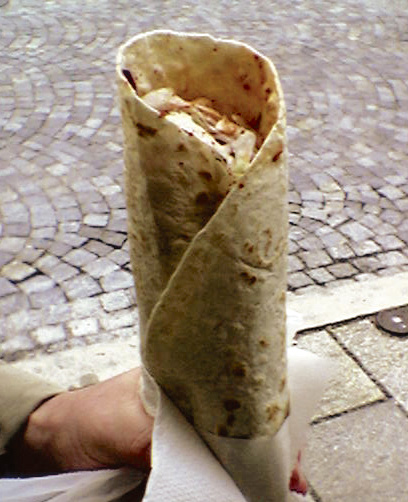
Шаурма
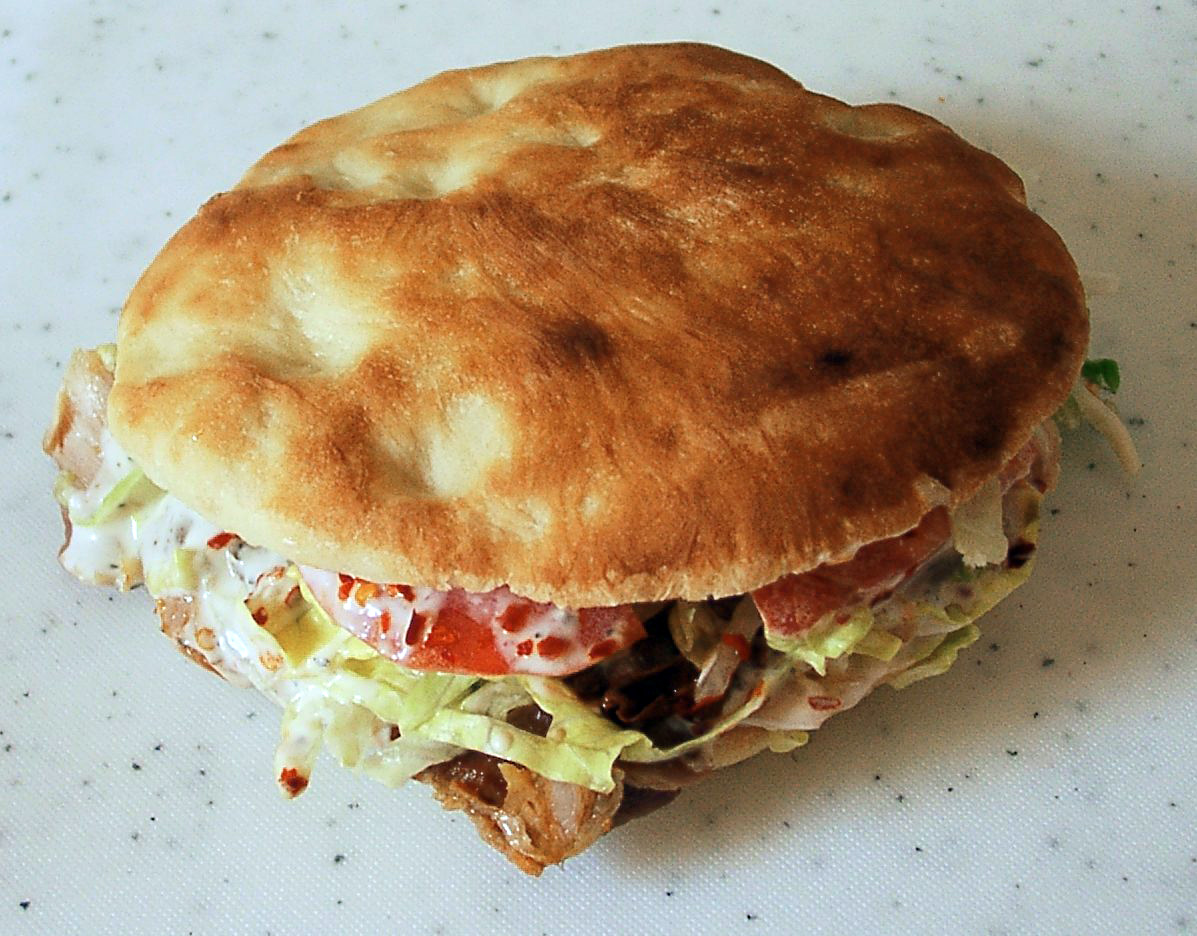
Дёнер-кебаб
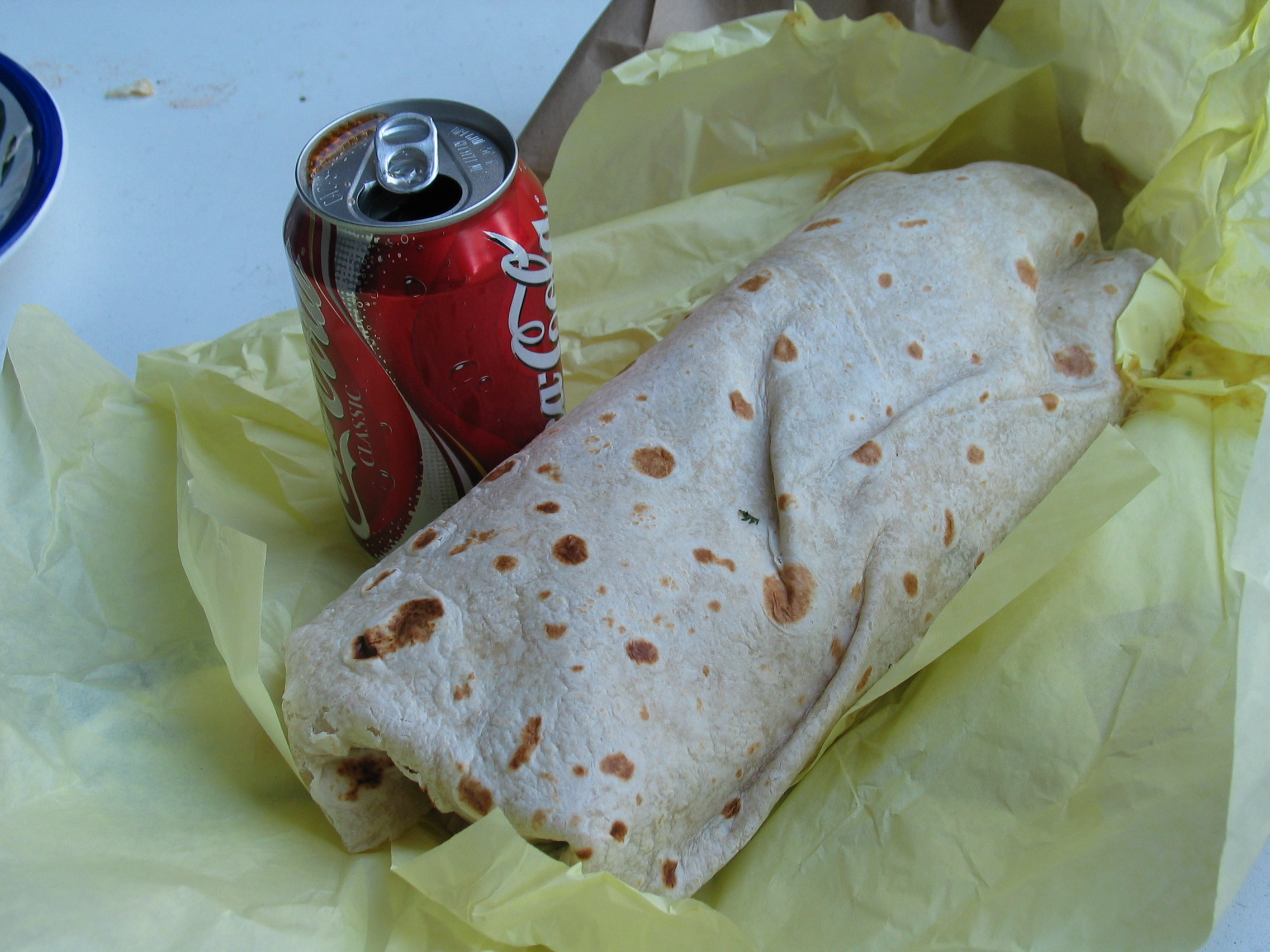
Буррито
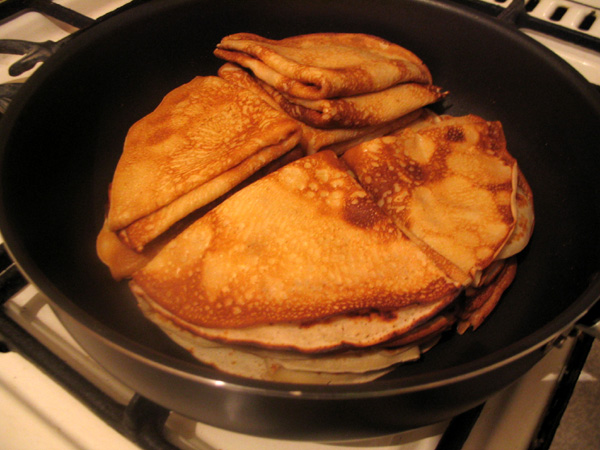
Блины
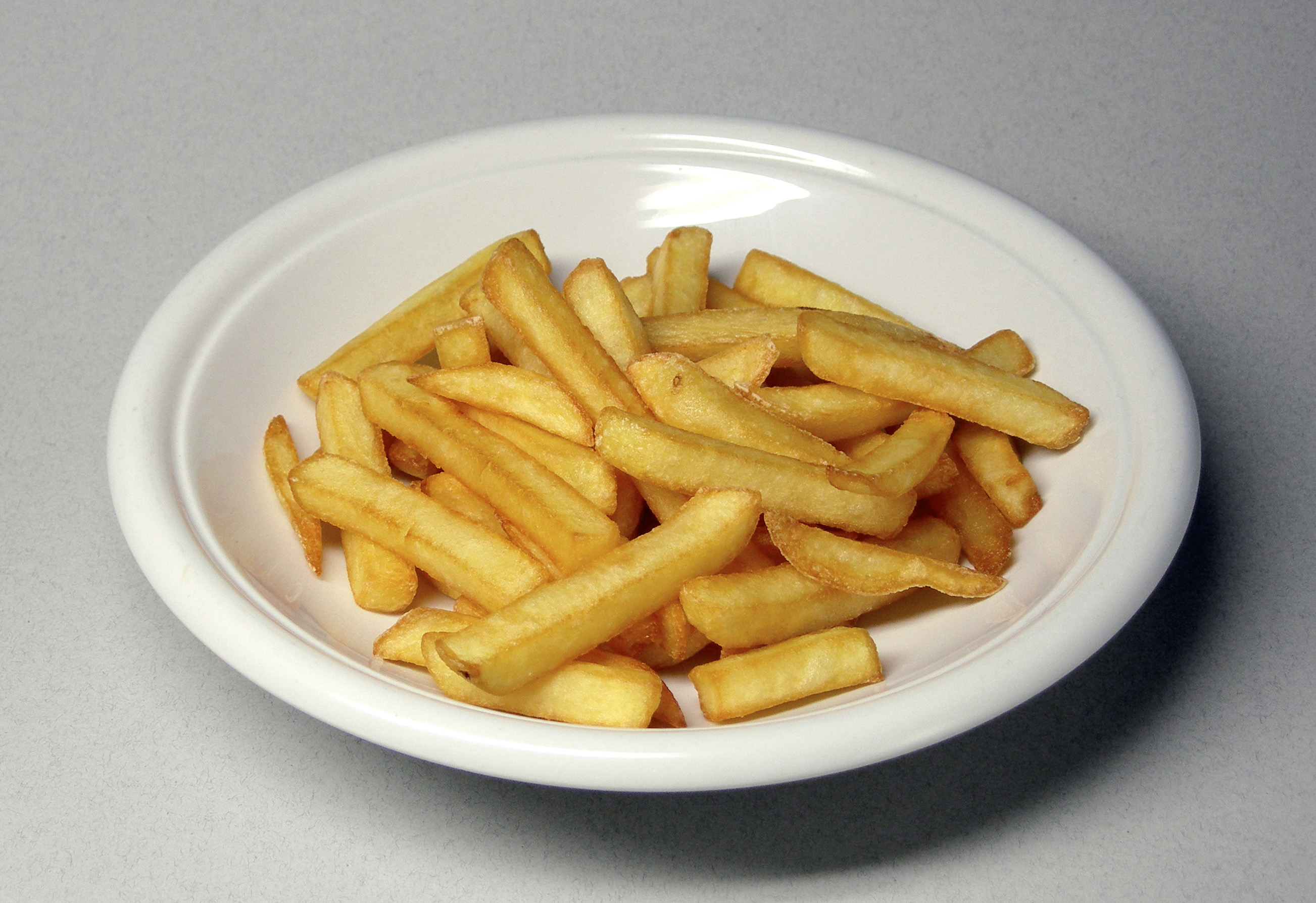
Картофель фри
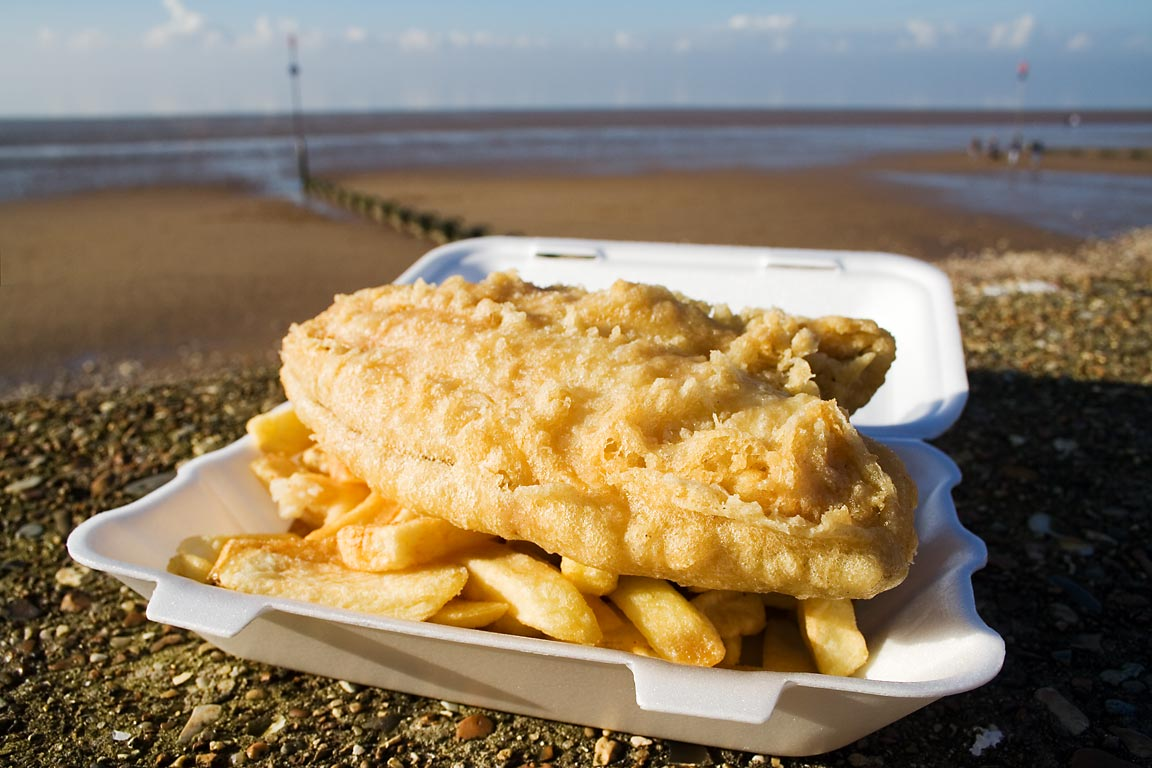
Рыба и картофель фри
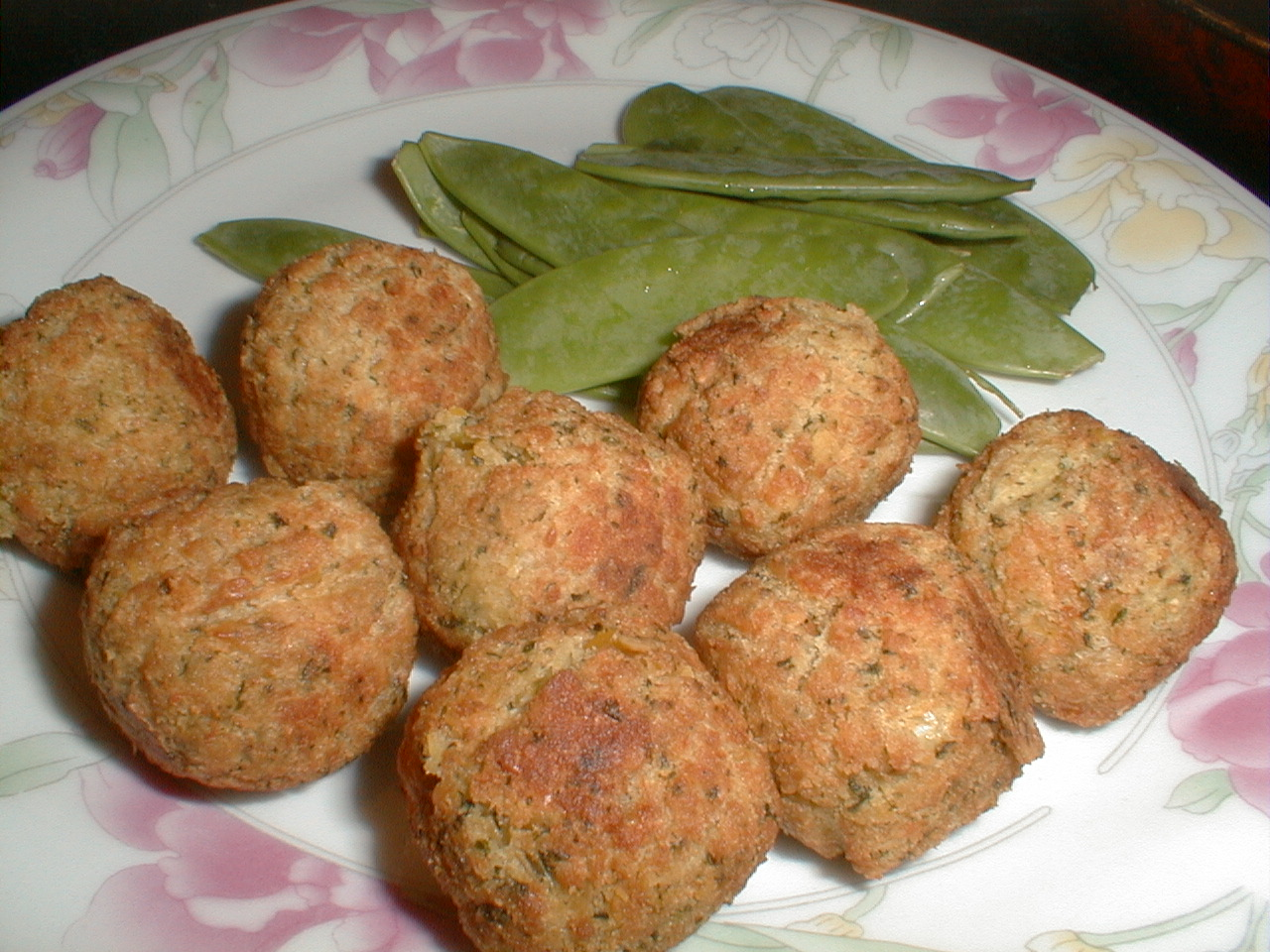
Фалафель
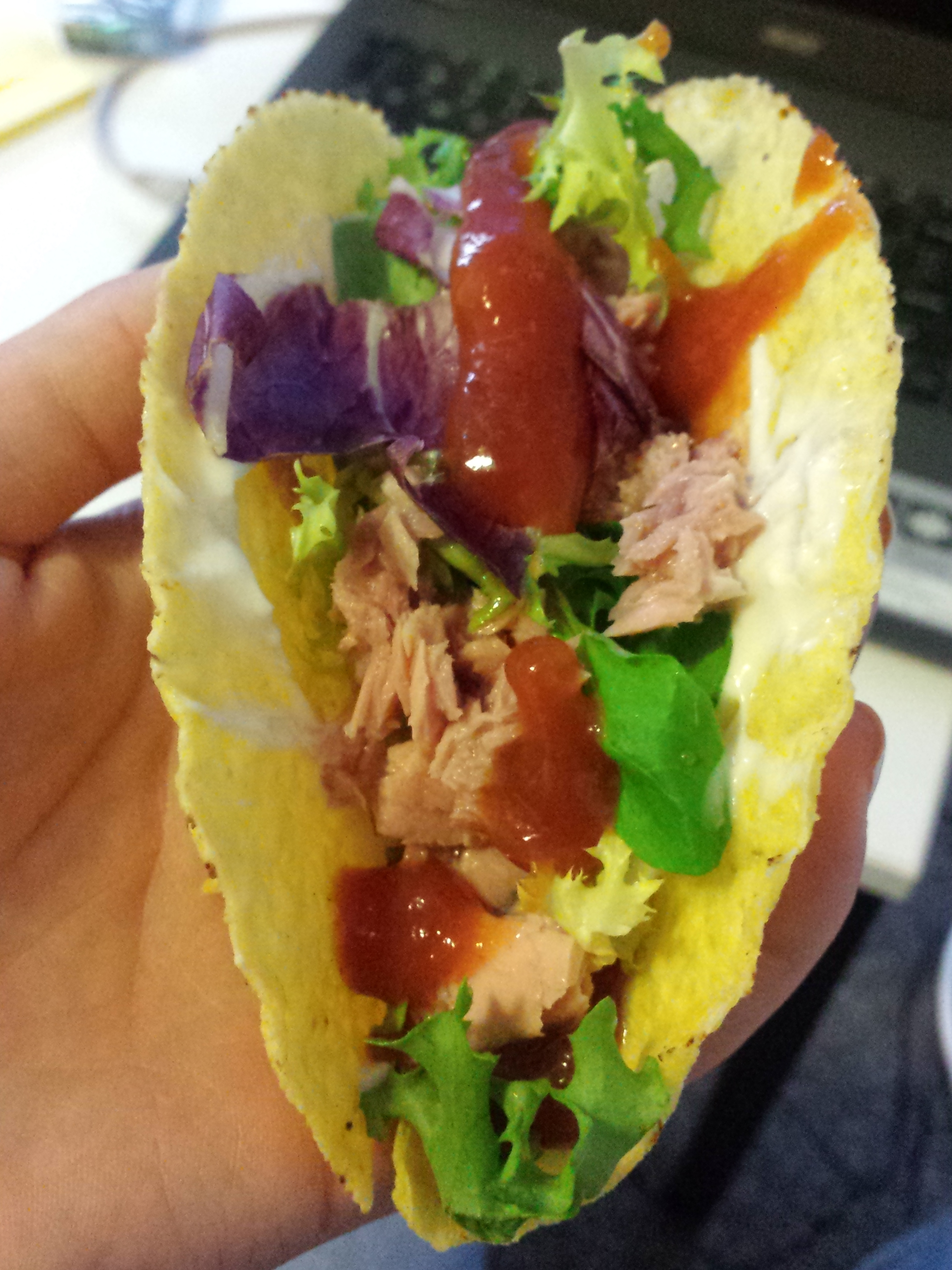
Тако
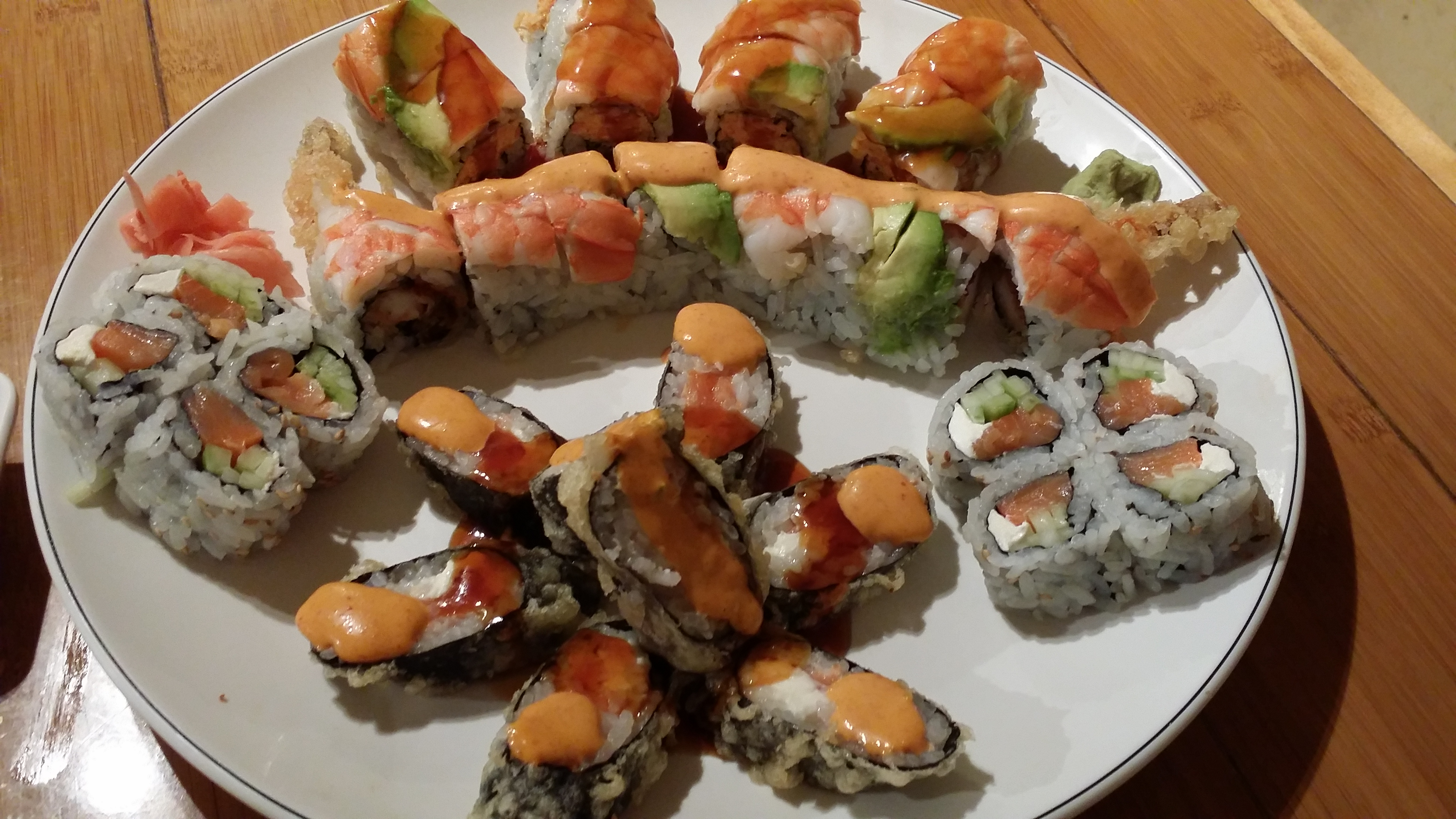
Роллы
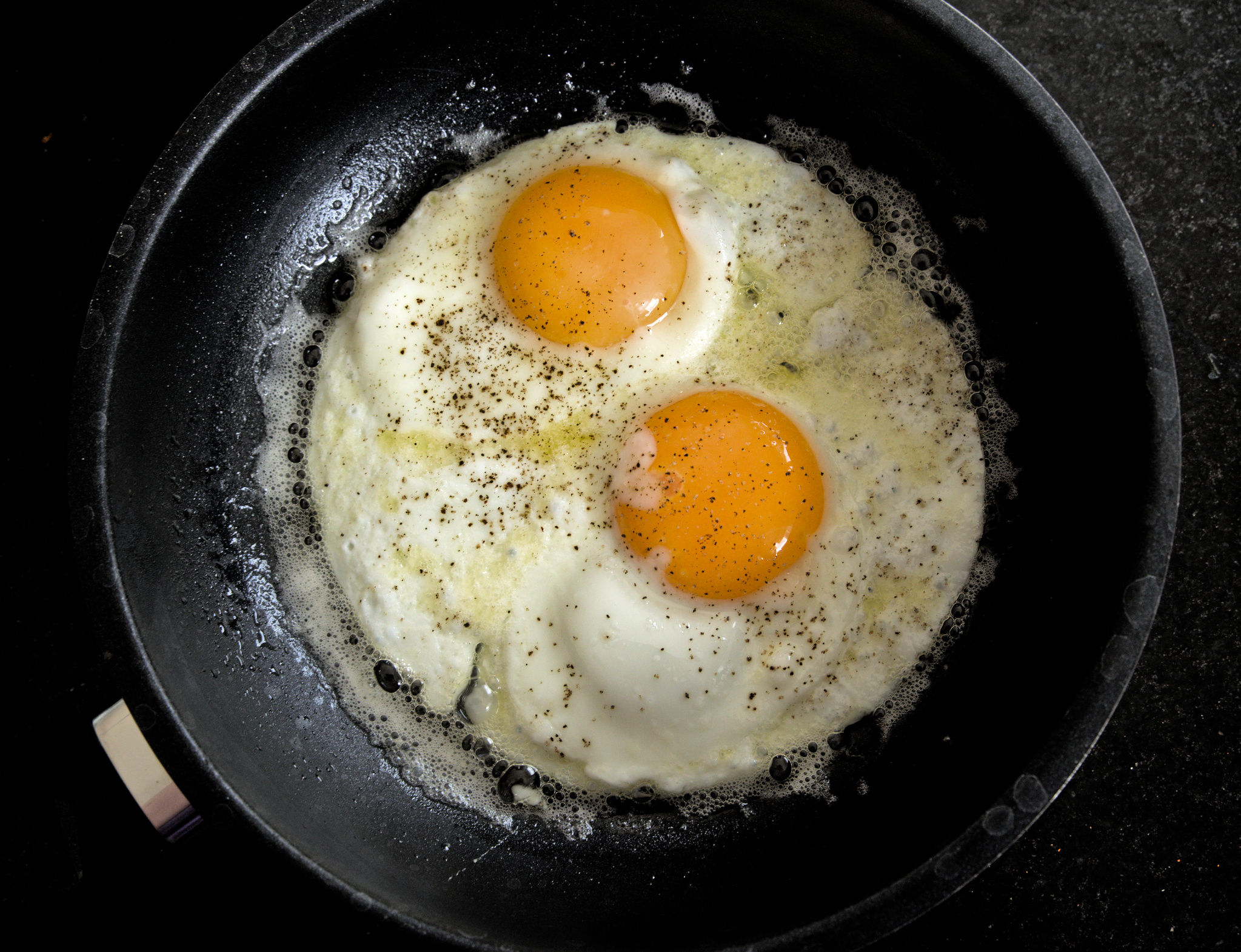
Яичница
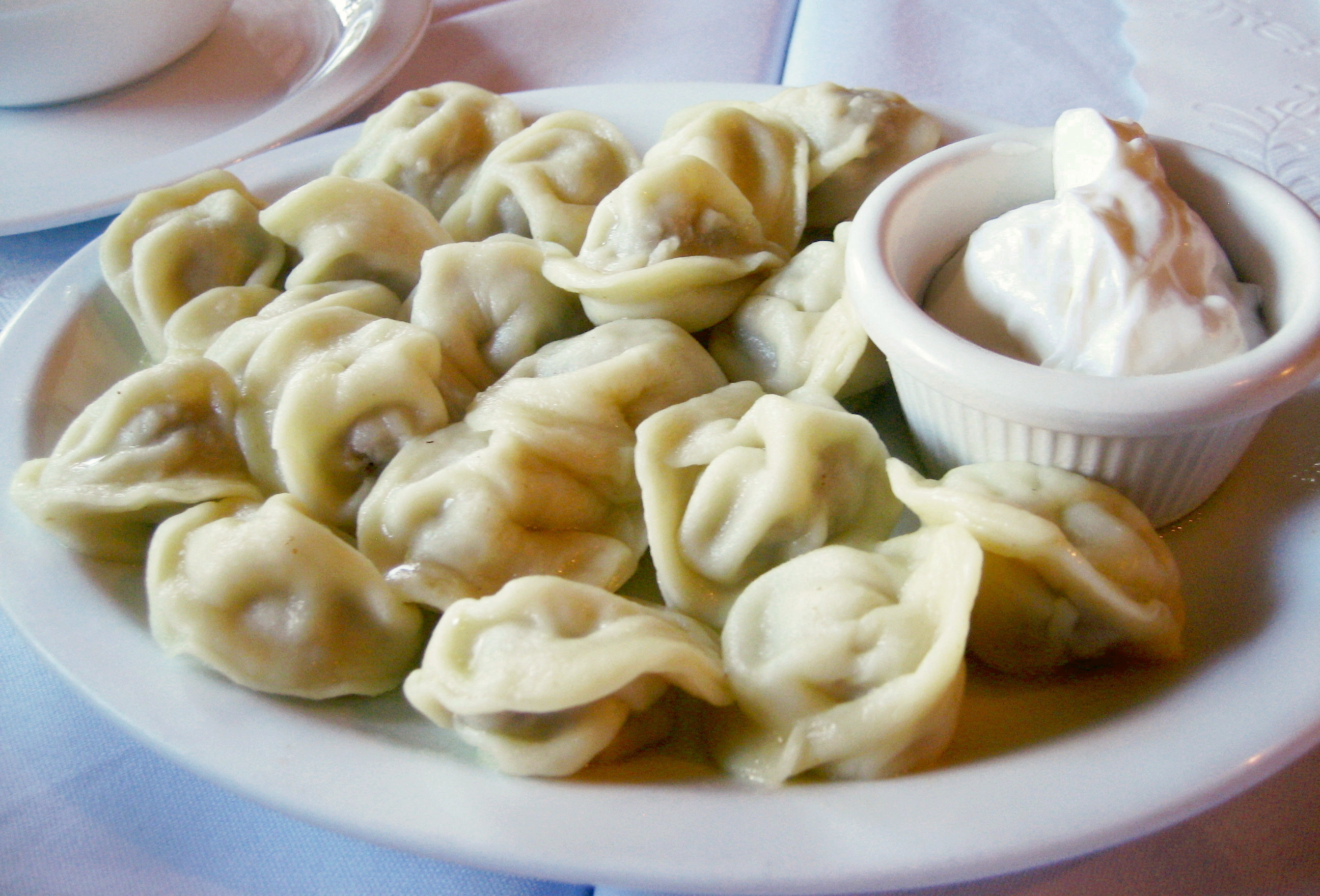
Пельмени
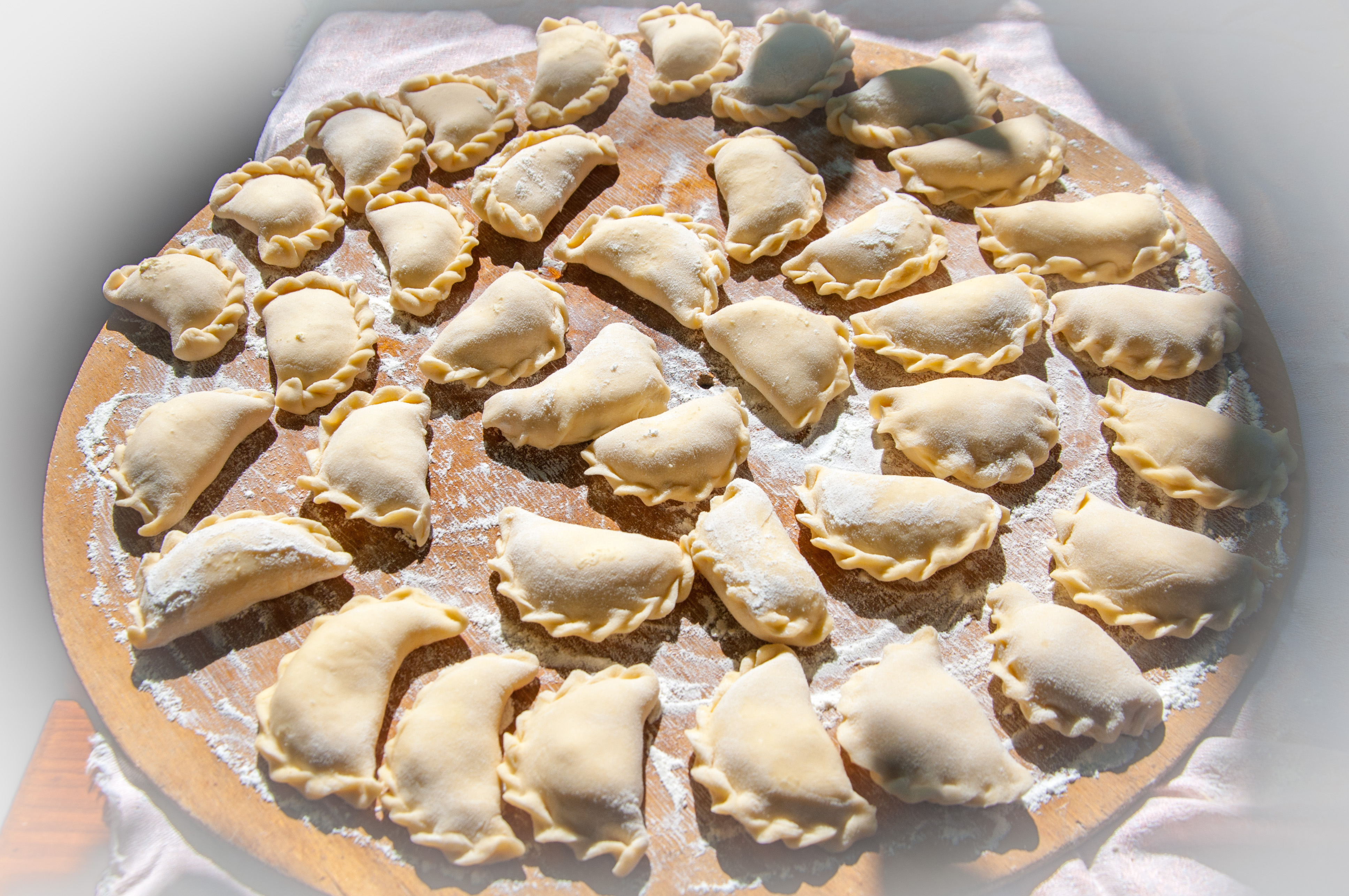
Вареники

## Причины популярности
Быстрое питание подразумевает достаточно быстрое получение заказа, простые сочетания вкусовых гармоник и доступность в цене. И не только потребителю нужно платить меньшее количество денег, но и производители не так сильно тратятся на ингредиенты, как в обычных заведениях.
Потребителю с ограниченным количеством времени (часто такое случается в крупных городах) такой вариант весьма кстати, из-за чего рестораны быстрого питания получают огромнейшую популярность среди студентов, офисных работников с маленькой зарплатой.
Наблюдается пристрастие (зависимость) к фастфуду и сладостям.

## Влияние на здоровье
Полуфабрикаты, широко используемые в сетевых фастфудах, как и другая еда «фабричного» производства, могут содержать различные пищевые добавки, большая часть которых отрицательно сказывается на состоянии организма и здоровья как детей, так и взрослых. В их числе — трансизомеры жирных кислот (трансжиры). Их содержание сильно разнится в зависимости от продукта (в стандартном чизбургере, по данным USDA, всего лишь 0,7 % трансжиров).
По результатам 14-летних наблюдений английских учёных, опубликованных в «British Medical Journal» (№ 11, 1998 год), смертность от ишемической болезни сердца и число инфарктов миокарда среди любителей продуктов, содержащих трансизомеры жирных кислот, намного выше[на сколько?], а рак молочной железы встречается на 40 % чаще.